# Divadlo Různých Jmen
Divadlo Různých Jmen je pražské zájezdové divadlo, které bylo založeno roku 2005. Divadlo je zaměřeno zejména na školy, a to jak na střední tak základní školy. Ředitelkou divadla je Romana Goščíková.

## Repertoár
- Václav Havel – Audience, Vernisáž... dvě aktovky od Havla
- Karel Čapek – Bílá nemoc
- Lukáš Burian – Dlouhý, široký a bystrozraký
- Lenka Procházková – Ucho
- Nikolaj Vasiljevič Gogol – Revizor
- William Shakespeare – Richard III.
- Oscar Wilde – Je důležité být (s) Filipem!?
- Jiří Hubač – Generálka
- Jean Genet – Služky
- Ingmar Villqist – Helverova noc
- Anton Pavlovič Čechov – Medvěd

## Soubor
- Milan Enčev
- Rita Jasinská
- Pavel Ondruch
- Ondřej Černý
- Petr Franěk
- Anna Kulovaná
- Tereza Nekudová
- Petr S. Petrof
- Kateřina Pindejová
- Martin Písařík
- Kajetán Písařovic
- Jiří Srnec
- Jan Szymik
- Petra Špindlerová
- Alena Štréblová
- Jan Teplý
- Ladislav Trojan
- Radek Valenta